# Gangsta rap
Gangsta rap – odmiana rapu, która skupia się głównie wokół problemów z przemocą, narkotykami, rasizmem i policją. Gangsta rap wykształcił się na przełomie lat 80. i 90. na zachodnim wybrzeżu Stanów Zjednoczonych, popularność zyskał dzięki twórcom z Los Angeles, gdzie problemy z przestępczością i biedą były wtedy bardzo duże. Pierwszym artystą, który nagrał utwór w stylistyce gangsta rapu, był pochodzący z Filadelfii Schoolly-D. „Gangsta Boogie”, bo taki tytuł miała piosenka, została wydana w 1984.
Prekursorem gatunku był Lightnin’ Rod, który na wydanym w 1973 albumie Hustler’s Convention zawarł wiele tematów w późniejszym czasie wiązanych z gangsta rapem, jednak duży wpływ na powstaniu miał również zespół Run – D.M.C., który wprowadził do muzyki hip-hopowej świadomość polityczną.